# 小城故事 (鄧麗君歌曲)
《小城故事》，華語經典歌曲。為1979年同名電影《小城故事》之主題曲，原主唱者為鄧麗君。〈小城故事〉不但是鄧麗君的重要代表作之一，它在華人世界中亦享有極高的知名度和傳唱度。

## 收錄專輯
鄧麗君在1973年赴日本發展歌唱事業，同年她與日本寶麗金唱片簽約。〈小城故事〉在1979年發行時，台灣地區尚無寶麗金唱片分公司，因此寶麗金唱片先後由合作廠商歌林唱片和金聲唱片在台灣代理發行。在台灣部分，〈小城故事〉最早收錄於鄧麗君同名專輯《小城故事》當中，1979年由歌林唱片發行。在香港部分，〈小城故事〉收錄於鄧麗君《島國之情歌第六集-小城故事》當中，1979年由香港寶麗金唱片發行。
1979年2月14日，鄧麗君在日本爆發假護照事件，她被日本政府驅逐出境並限定一年內不得入境，這時她也 無法回到台灣，因為當時台灣仍屬戒嚴時期，被日本驅逐出境的鄧麗君若要入境台灣，勢必面對為何持印尼護照而不持中華民國護照的司法審問。在台灣戒嚴的年代，要出國是件大事，持有他國的護照更是一件嚴重的大事。因此鄧麗君先折返香港，最後她決定這段時間暫先持美國入境簽證赴美求學。鄧麗君赴美求學時期，她仍需履行之前的表演合約和唱片合約，因此她在1979年發行的音樂作品大部分是在美國錄製完成的。

## 歌曲簡介
〈小城故事〉詞曲部分由莊奴和湯尼完成，湯尼是台灣著名作曲家翁清溪的筆名。〈小城故事〉是一首帶民族色彩的小調，闡揚台灣早期人民的勤奮努力、熱情好客與樂觀開朗的天性，徐緩的節奏配上淺白的歌詞，經由鄧麗君細緻溫婉誠懇的唱腔詮釋，將這首歌曲的精神發揮到淋漓盡致，無人能出其右。在鄧麗君過世之後多年，翁清溪有一次在接受電視記者採訪時他透露，原本電影〈小城故事〉的主題曲有考慮找鳳飛飛演唱的，但是當時鳳飛飛和左宏元和瓊瑤電影已經形成票房保證的「鐵三角」，因此他和李行導演計畫打造他們自己專屬的「鐵三角」，因此想到了鄧麗君，只是鄧麗君人遠在日本，還得等她有空檔才能把她從日本請回來，雖然如此的大費周章，但日後的成績證明他們三人的合作相當的成功。
鄧麗君在推出〈小城故事〉之前，早已發行過許多膾炙人口的好歌，如1972年的〈南海姑娘〉和〈千言萬語〉、1973年的〈路邊的野花不要採〉、1977年的〈月亮代表我的心〉和1978年的〈又見炊煙〉等，〈小城故事〉在1979年推出之後廣受好評，歌曲走紅迎程度甚至超過電影本身，同一年鄧麗君還推出了〈甜蜜蜜〉，也一樣受歡迎。〈小城故事〉和〈甜蜜蜜〉不但一推出就造成轟動，日後也都成為華語樂壇不朽經典之一。
2015年是鄧麗君逝世20週年，央視春晚在製作鄧麗君特輯時，製作團隊特地飛至重慶專訪94歲的莊奴與85歲的古月，當記者問起莊奴關於鄧麗君之事時，莊奴表示他和鄧麗君只有一面之緣，那時候鄧麗君剛在參加歌唱比賽還未出道，而莊奴正是那場比賽的評審。莊奴還告訴記者，他不知道後來鄧麗君會紅成這樣子，鄧麗君走紅之後雖然他們從未再見過面，但是他和鄧麗君有書信的往來，已是巨星的鄧麗君卻沒有任何架子，謙虛依舊而且非常尊重他，莊奴對鄧麗君的英年早逝心中相當不捨。

## 翻唱版本
| 年份 | 演唱者 | 专辑     | 发行公司     | 备注                      |
| ---- | ------ | -------- | ------------ | ------------------------- |
| 2014 | 钟伟   | 忘不了   | 南方唱片机构 |                           |
| 2025 | 安祈爾 | 中华情缘 | 南方唱片机构 | Remix版本，改编曲：林添顺 |

## 同名電影
1979年由李行導演執導的《小城故事》，不但讓大家肯定了林鳳嬌的演技實力，也讓這首同名電影主題曲紅遍海內外。《小城故事》拿下第16屆金馬獎最佳劇情片獎，片中女主角林鳳嬌更一舉獲得金馬獎影后殊榮，奠定了她在華語電影界無可取代的地位。但由鄧麗君主唱的同名主題曲未入圍該屆金馬獎提名，甚是可惜。

## 同名歌曲
臺灣電視公司曾於1974年推出連續劇《小城故事》，其主題曲也叫〈小城故事〉，該曲由莊奴作詞、古月作曲、陳芬蘭主唱。陳芬蘭版〈小城故事〉和鄧麗君版〈小城故事〉是完全不同的兩首歌曲，僅是歌名相同、作詞者相同罷了。邓丽君后来还录了《春风满小城》，和小城故事的曲子相同，歌词不同。后来，邓丽君还用印尼语录制这首歌。